# Yimengite
La yimengite è un minerale.